# 高寺村
高寺村（たかてらむら）は福島県河沼郡にあった村。現在の会津坂下町高寺・片門・束松、耶麻郡西会津町束松にあたる。

## 地理
- 山：高寺山、鳥屋山
- 河川：只見川

## 歴史
- 1889年（明治22年）4月1日 - 町村制の施行により高寺村が単独で自治体を形成。
- 1954年（昭和29年）3月31日 - 片門村・束松村と合併し、改めて高寺村が発足。
- 1955年（昭和30年）3月31日 - 新郷村・千咲村および耶麻郡山郷村と合併して河沼郡高郷村（現・喜多方市）が発足。同日高寺村廃止。
- 1960年（昭和35年）
  - 8月1日
    - 高郷村のうち旧村域の一部（高寺・片門および束松の一部[注 2]が会津坂下町に編入。
    - 高郷村の所属郡が耶麻郡に変更。

  - 10月20日 - 耶麻郡高郷村のうち旧村域の残部（束松）が耶麻郡西会津町に編入。高郷村より旧村域が消滅。

## 交通

### 鉄道路線
村域に鉄道路線は存在しなかったが、東部の鐘撞堂峠を越えた先に隣接していた八幡村に日本国有鉄道只見線の塔寺駅、只見川沿いに隣接していた千咲村の阿賀川対岸の耶麻郡山都町に日本国有鉄道磐越西線の山都駅、旧片門村・旧束松村に隣接していた新郷村の阿賀川対岸の耶麻郡山郷村に日本国有鉄道磐越西線の荻野駅が所在した。

### 道路
- 旧越後街道、束松峠・鐘撞堂峠
- 越後街道 （二級国道115号新潟平線、現・国道49号）

現在は旧村域を磐越自動車道が通過するが、当時は未開通。